# Новокаховська картинна галерея імені А. С. Гавдзинського
Новокаховська картинна галерея імені А. С. Гавдзинського — художня галерея в Новій Каховці.
В галереї проходять виставки творів з фондів галереї, пересувні виставки, персональні виставки художників і майстрів декоративно-прикладного мистецтва Херсонщини та інших регіонів України, виставки самодіяльних митців, виставки дитячої творчості, проводяться також зустрічі та творчі вечори.

## Історія
Галерея була заснована 4 листопада 1967 року як художній відділ Херсонського краєзнавчого музею, який у 1978 році перейшов у підпорядкування до Херсонського обласного художнього музею імені Олексія Шовкуненка.
21 березня 2002 року відділ був реорганізований у самостійний музейний заклад — Новокаховську міську картинну галерею.
У лютому 2003 року галереї привласнене ім'я Альбіна Станіславовича Ґавдзинського, заслуженого художника України та почесного громадянина Нової Каховки.

## Зібрання
Художні фонди галереї налічують понад 1000 експонатів, це — твори живопису, графіки, скульптури, декоративно-прикладного мистецтва радянського та сучасного періоду. У колекції музею, зокрема, представлені:
- живопис та графіка Альбіна Гавдзинського — 297 експонатів, 237 з них художник подарував місту в 1961 році;
- колекція офортів народного художника України Василя Мироненка;
- колекція ілюстрацій народного художника України Валентина Литвиненка.

Твори до фонду галереї у різні роки передавали Дирекція художніх виставок, Всесоюзний виробничо-художній комбінат, Національний художній музей України; поповнення фондів також відбувається за рахунок творів художників, виставки яких проходять в галереї.

## Адреса
- 74900, Україна, Херсонська область, м. Нова Каховка, вул. Історична, буд. 28[1].

## Джерело
- Новокаховська міська картинна галерея ім. А. С. Гавдзинського [Архівовано 5 березня 2016 у Wayback Machine.] на офіційному сайті Нової Каховки.